# الدوري التركي الممتاز 1964-65
الدوري التركي الممتاز 1964-65 (بالتركية: 1964-65 Türkiye 1. Futbol Ligi)‏ هو الموسم 7 من الدوري التركي الممتاز. أشرف على تنظيمه اتحاد تركيا لكرة القدم، وكان عدد الأندية المشاركة فيه 16، وفاز فيه نادي فنربخشة.